# Pré-Saint-Martin
Pré-Saint-Martin – miejscowość i gmina we Francji, w Regionie Centralnym, w departamencie Eure-et-Loir.
Według danych na rok 1990 gminę zamieszkiwało 158 osób, a gęstość zaludnienia wynosiła 22 osoby/km² (wśród 1842 gmin Centre, Pré-Saint-Martin plasuje się na 979. miejscu pod względem liczby ludności, natomiast pod względem powierzchni na miejscu 1278.).